# Boris Sjpilevskij
Boris Roeslanovitsj Sjpilevskij (Russisch: Борис Русланович Шпилевский) (Moskou, 20 augustus 1982) is een Russisch voormalig wielrenner.

## Belangrijkste overwinningen
2006
Eindklassement Giro della Regione Friuli Venezia Giulia
GP Ezio del Rosso
2007
2e en 4e etappe Flèche du Sud
Eindklassement Flèche du Sud
Clasica Internacional Txuma
Florence-Pistoia
2008
2e etappe Ronde van België
1e, 2e, 4e, 6e, 7e en 8e etappe Ronde van Hainan
Eindklassement Ronde van Hainan
2009
2e, 6e, 8e en 9e etappe Ronde van Hainan
2010
5e, 8e en 9e etappe deel B Ronde van Marokko
2e en 4e etappe Vijf ringen van Moskou
7e en 8e etappe Ronde van het Qinghaimeer
2011
9e etappe Ronde van Langkawi
4e, 5e, 6e en 7e etappe Ronde van China
1e etappe Ronde van Oost-Java
1e en 5e etappe Ronde van het Taihu-meer
Eindklassement Ronde van het Taihu-meer
2013
1e etappe Ronde van Fuzhou
2014
7e etappe Ronde van China I
2e en 5e etappe Ronde van China II
Eindklassement Ronde van China II
5e en 9e etappe Ronde van het Taihu-meer
1e etappe Ronde van Fuzhou
2e, 4e en 6e etappe Ronde van het Poyangmeer
2015
8e, 10e en 11e etappe Ronde van het Poyangmeer
Bailetti ·
Benítez · 
Camaño ·
Cañada · 
Capecchi · 
Capelli · 
Clarke · 
Cobo · 
de la Fuente · 
del Nero · 
Domínguez (tot 31/05) · 
Durán · 
Fernández de la Puebla · 
Gómez Gómez · 
González · 
Intxausti · 
Jufré · 
Kessiakoff · 
Kišerlovski · 
Mejías · 
Nardello (tot 15/04) · 
Piemontesi · 
Serrano (tot 15/07) · 
Sjpilevski (tot 15/06) · 
Tonti · 
Viganò · 
Walker (tot 31/03) · 
Wurf · 
Merino (stagiair)
Bardet ·
Belletti ·
Bérard ·
Bonnafond ·
Bouet ·
Casper ·
Cherel ·
Dupont ·
Elmiger ·
Gadret ·
Gastauer ·
Gazvoda ·
Georges ·
Goddaert · 
Hinault ·
Houanard ·
Kadri ·
Lemarchand · 
Minard ·
Mondory ·
Montaguti ·
Nocentini ·
Péraud ·
Perget ·
Ravard ·
Riblon ·
Roche ·
Sjpilevski ·
Zargari ·
Teychenne (stagiair) ·
Chavanne (stagiair) ·
Raibaud (stagiair)